# Boone Bridge
Boone Bridge ist eine Straßenbrücke aus Stahlträgern über den Willamette River bei Wilsonville, Oregon in den Vereinigten Staaten. Die 1954 gebaute Brücke verbindet die Metropolregion Portland über die Interstate 5 mit dem offenen Willamette Valley. Das Bauwerk wird vom Oregon Department of Transportation unterhalten. Es hat eine Länge von 339 m und umfasst drei Fahrstreifen pro Fahrtrichtung. Westlich der Brücke ist die Stelle, an der sich die durch den Brückenbau ersetzte Boones Ferry befand.

## Geschichte
Alphonso Boone, der Enkel von Daniel Boone, und sein Sohn Jesse Boone begründeten 1847 die Boones Ferry, eine Fähre, die über den Newberg Pool des Willamette Rivers setzte. Sie rodeten auch Wald und bauten eine Straße nach Süden in Richtung Salem und nordwärts nach Portland, womit sie die erste Überlandverbindung von Salem in den nördlichen Abschnitt des Willamette Valleys schufen. Eine Eisenbahnbrücke entstand 1907 eine kurze Strecke flussaufwärts und diente der Oregon Electric Railway.
1953 begann der Bundesstaat Oregon mit dem Bau einer neuen Straßenbrücke direkt östlich der Fähranlagen, um die künftige Autobahn Interstate 5 über den Fluss zu führen. Die vierstreifige in Nordsüdrichtung angelegte Brücke wurde 1954 fertiggestellt und im Juli jenes Jahres für den Verkehr freigegeben; der Fährbetrieb wurde zum gleichen Zeitpunkt beendet. Der Bundesstaat gab der Brücke zu Ehren der Familie Boon den heutigen Namen Boone Bridge. Damals befand sich eine Gedenktafel aus Bronze an einem der Brückenpfeiler, diese wurde jedoch entfernt, als die Brücke später verbreitert wurde.

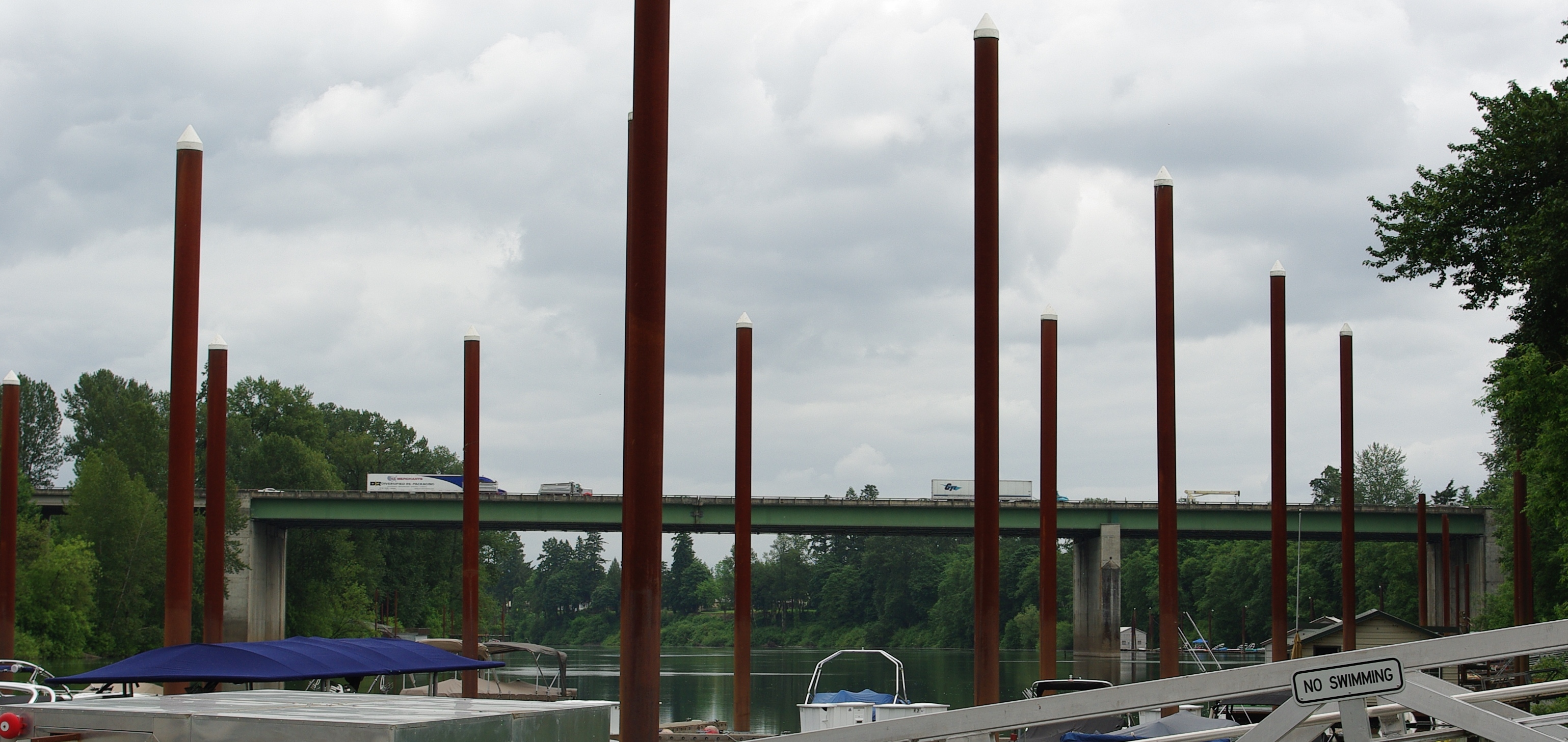
Brücke vom südlichen Ufer der Willamette Rivers

Weil der Verkehr zunahm, wurde die Boone Bridge 1970 von ihren ursprünglich vier Fahrstreifen auf insgesamt sechs Fahrstreifen erweitert, wovon jeweils drei Fahrstreifen auf eine Richtungsfahrbahn entfallen. 1995 wurde die Brücke als Boone Bridge erneut gewidmet und eine Hinweistafel, mit der an die frühere Fähre erinnert wird, wurde an einem in der Nähe befindlichen Rastplatz aufgestellt. Zwischen 1998 und 1999 wurde die Brücke neu mit Stahlseilen ausgestattet und die Fahrbahn erneuert, um das Bauwerk erdbebensicher zu machen. Hierfür wurden vier Millionen US-Dollar aufgewendet. Im Mai 1999 führte ein Verkehrsunfall mit zehn beteiligten Fahrzeugen auf der Brücke zu einer neunstündigen Vollsperrung. Der tödliche Unfall führte vorübergehend zu einer Senkung des Tempolimits auf der Brücke. Im Jahr 2000 fuhren mehr als 125.000 Autos täglich über die Brücke.

## Einzelheiten
Die auf Stahlträgern gebaute Brücke ist 338,6 m lang, 35,4 m breit und hat eine lichte Höhe von 22,9 m über dem Fluss. Die Canby Ferry, mit der der Fluss ebenfalls überquert werden kann, befindet sich einige Kilometer weiter östlich. Eine Eisenbahnbrücke der Portland & Western Railroad befindet sich westlich der Boone Bridge, also flussaufwärts.
Das Bauwerk gilt als ein Engpass im regionalen Verkehrsnetz, da Oregon Route 217 und Interstate 205 den Verkehr auf die Interstate 5 leiten, um den Fluss zu überqueren. Die Verkehrsbehörden Oregons schlagen mehrere Optionen vor, um diesen Flaschenhals zu entschärfen; dazu gehören die Errichtung eines Neubaus und der Bau mehrerer neuer Verbindungsstraßen, um Oregon Route 18 südlich der Brücke direkt an die Interstate 5 anzubinden, sowie die Erweiterung der Interstate 205 südlich von Oregon City bis zur I-5 bei Aurora oder Woodburn. Die Baukosten für einen Neubau wurden 2003 auf rund 48 Millionen Dollar veranschlagt.